# ألفريدو مارتينيلي
ألفريدو مارتينيلي (بالإيطالية: Alfredo Martinelli)‏ هو ممثل إيطالي، ولد في 7 مارس 1899 بسيينا في إيطاليا، وتوفي بنفس المكان في 11 نوفمبر 1968.

## وصلات خارجية
- ألفريدو مارتينيلي على موقع IMDb (الإنجليزية)
- ألفريدو مارتينيلي على موقع أول موفي (الإنجليزية)
- ألفريدو مارتينيلي على موقع قاعدة بيانات الفيلم (الإنجليزية)